# Limnophila (Limnophila) arnoudi
Limnophila (Limnophila) arnoudi is een tweevleugelige uit de familie steltmuggen (Limoniidae). De soort komt voor in het Palearctisch gebied.